# オオソリハシシギ

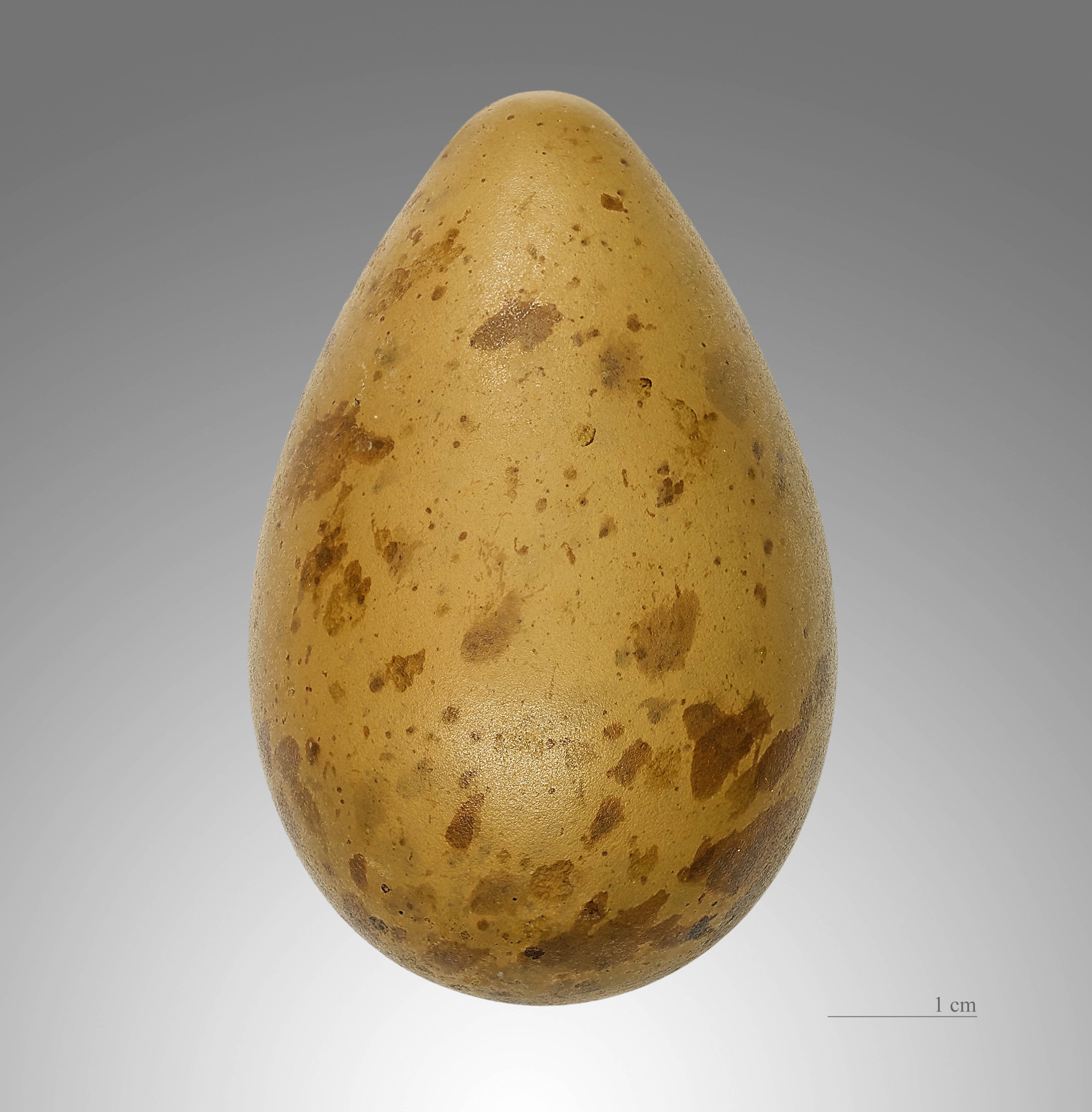
Limosa lapponica

オオソリハシシギ（大反嘴鴫、学名：Limosa lapponica）は、チドリ目シギ科に分類される鳥類の一種。
和名の由来は、大きく反り返ったクチバシから。

## 分布
ユーラシア大陸北部からアラスカ西部の北極圏で繁殖し、冬季は、ヨーロッパ西北部からアフリカ、西南アジア、東南アジア、オーストラリアの沿岸部に渡り越冬する。
日本へは旅鳥として春と秋に全国に渡来する。

## 形態
全長約39cm。翼開長は70-80cm。雌の方が、やや体が大きい。嘴は長く上に反っており、基部は桃色で先にいくほど黒くなる。足は黒くて比較的長い。
成鳥夏羽雄は、顔から腹にかけての体の下面が赤褐色である。体の上面は黒褐色の軸斑に、白と赤褐色の斑がある。下尾筒は白い。成鳥夏羽雌は、体全体の赤褐色みが薄い。成鳥冬羽は雌雄とも、体の上面は灰褐色で、顔から胸にかけては淡い褐色である。体の下面は白い。

## 生態
非繁殖期は干潟や河口の砂州、砂浜に生息する。内陸部で観察されることはまれである。非繁殖期には群れを形成して生活している。繁殖期には、ツンドラや湿地に生息する。
甲殻類、ゴカイ、貝類、昆虫類を捕食する。
繁殖期は6-7月で、地上の窪みに枯れ草などを敷いて営巣する。産卵数は普通4卵で、抱卵日数は19-21日。普通は雌が抱卵する。
「ケッ　ケッ　ケッ」と鳴く。
- 絶滅危惧II類 (VU)（環境省レッドリスト）[1]